# Don Marcotte
Donald Michel Marcotte (* 15. April 1947 in Arthabaska, Québec) ist ein ehemaliger kanadischer Eishockeyspieler, der während seiner aktiven Karriere zwischen 1965 und 1982 insgesamt 1000 Spiele für die Boston Bruins in der National Hockey League absolvierte.

## Karriere
Marcotte verbrachte seine Juniorenkarriere von 1964 bis 1967 bei den Niagara Falls Flyers in der Ontario Hockey Association. Mit dem Team gewann der Stürmer im Jahr 1965 sowohl den J. Ross Robertson Cup als Meister der OHA als auch den Memorial Cup. Durch die Tatsache, dass die Flyers in diesem Zeitraum mit den Boston Bruins aus der National Hockey League kooperierten, schnupperte Marcotte in der Saison 1965/66 erstmals NHL-Luft.
Ab dem Herbst 1967 spielte er schließlich für die Hershey Bears in der American Hockey League. Sein Einsatzwille bescherte ihm ab der Spielzeit 1968/69 immer wieder Einsätze in der NHL bei den Bruins, aber erst gegen Ende der Saison 1969/70 erarbeitete er sich einen festen Platz im Kader, den er bis zu seinem Rücktritt im Frühjahr 1982 nicht mehr abgab. Insgesamt absolvierte er in der regulären Saison und den Play-offs insgesamt 1000 Spiele für Boston, die mit dem Gewinn von zwei Stanley Cups am Ende der Spielzeiten 1969/70 und 1971/72 gekrönt wurden. In seiner Zeit mit den Bruins erreichte der Defensivstürmer 545 Punkte.
Seine Qualitäten in der Defensive bescherten ihm einen Platz im Kader der NHL All-Stars für den Challenge Cup 1979, den die NHL gegen die Nationalmannschaft der UdSSR nach Siegen mit 1:2 verlor. Dabei wurde er in einer Partie der drei Partien eingesetzt.

## Erfolge und Auszeichnungen
- 1965 J.-Ross-Robertson-Cup-Gewinn mit den Niagara Falls Flyers
- 1965 Memorial-Cup-Gewinn mit den Niagara Falls Flyers
- 1969 Calder-Cup-Gewinn mit den Hershey Bears
- 1970 Stanley-Cup-Gewinn mit den Boston Bruins
- 1972 Stanley-Cup-Gewinn mit den Boston Bruins
- 1979 Teilnahme am Challenge Cup